# Grimmia obtusolinealis
Grimmia obtusolinealis är en bladmossart som beskrevs av C. Müller 1890. Grimmia obtusolinealis ingår i släktet grimmior, och familjen Grimmiaceae. Inga underarter finns listade i Catalogue of Life.